# Vilne Jîttea, Sofiivka
Vilne Jîttea (în ucraineană Вільне Життя) este un sat în comuna Mîkolaiivka din raionul Sofiivka, regiunea Dnipropetrovsk, Ucraina.

## Demografie
Componența lingvistică a localității Vilne Jîttea
     Ucraineană (100%)
Conform recensământului din 2001, toată populația localității Vilne Jîttea era vorbitoare de ucraineană (100%).